# Parauchenoglanis balayi
Parauchenoglanis balayi es una especie de pez de la familia Claroteidae en el orden de los Siluriformes.

## Morfología
• Los machos pueden llegar alcanzar los 39 cm de longitud total.

## Hábitat
Es un pez de agua dulce y de clima tropical (22 °C-28 °C).

## Distribución geográfica
Se encuentran en África:  cuencas costeras entre los ríos  Sanaga (Camerún)